# Pollença
Pollença, in italiano e spagnolo Pollensa, è un comune spagnolo di 16 200 abitanti situato nella comunità autonoma delle Baleari, nella parte nord-orientale dell'isola di Mallorca (Maiorca).
Il nome di Pollença può indurre a confondere questa località con l'antica città romana di Pollentia, situata ad Alcúdia, considerata una delle più antiche e storiche del Mediterraneo occidentale. A Pollença, invece, nacque Miguel Costa y Llobera, si riposò Winston Churchill, si ispirò Agatha Christie e trascorreva le estati Peter Ustinov, tra altri artisti.
Il Port de Pollença conserva una lunga passeggiata lungomare e ampie spiagge. La Cala Sant Vicenç ospita un insieme di cale con acque cristalline situate ai piedi del Cavall Bernat e il complesso di grotte preistoriche di l'Alzineret.
Dal 2019 è catalogato come uno dei Borghi Più Belli di Spagna e appartiene all'associazione omonima.

## Monumenti e luoghi d'interesse
- Serra de Tramuntana
- Formentor: scogliera di notevole pregio e bellezza, rappresenta la punta nord dell'isola di Maiorca. Il poeta maiorchino Miguel Costa y Llobera scrisse il suo poema Il Pino di Formentor, ispirato ai paesaggi e ai  pini di Formentor.
- Torre Talaia d'Albercuix: antica torre di avvistamento dei pirati dalla quale si gode un ampio panorama sulle baie di Pollença e Alcúdia

## Galleria d'immagini

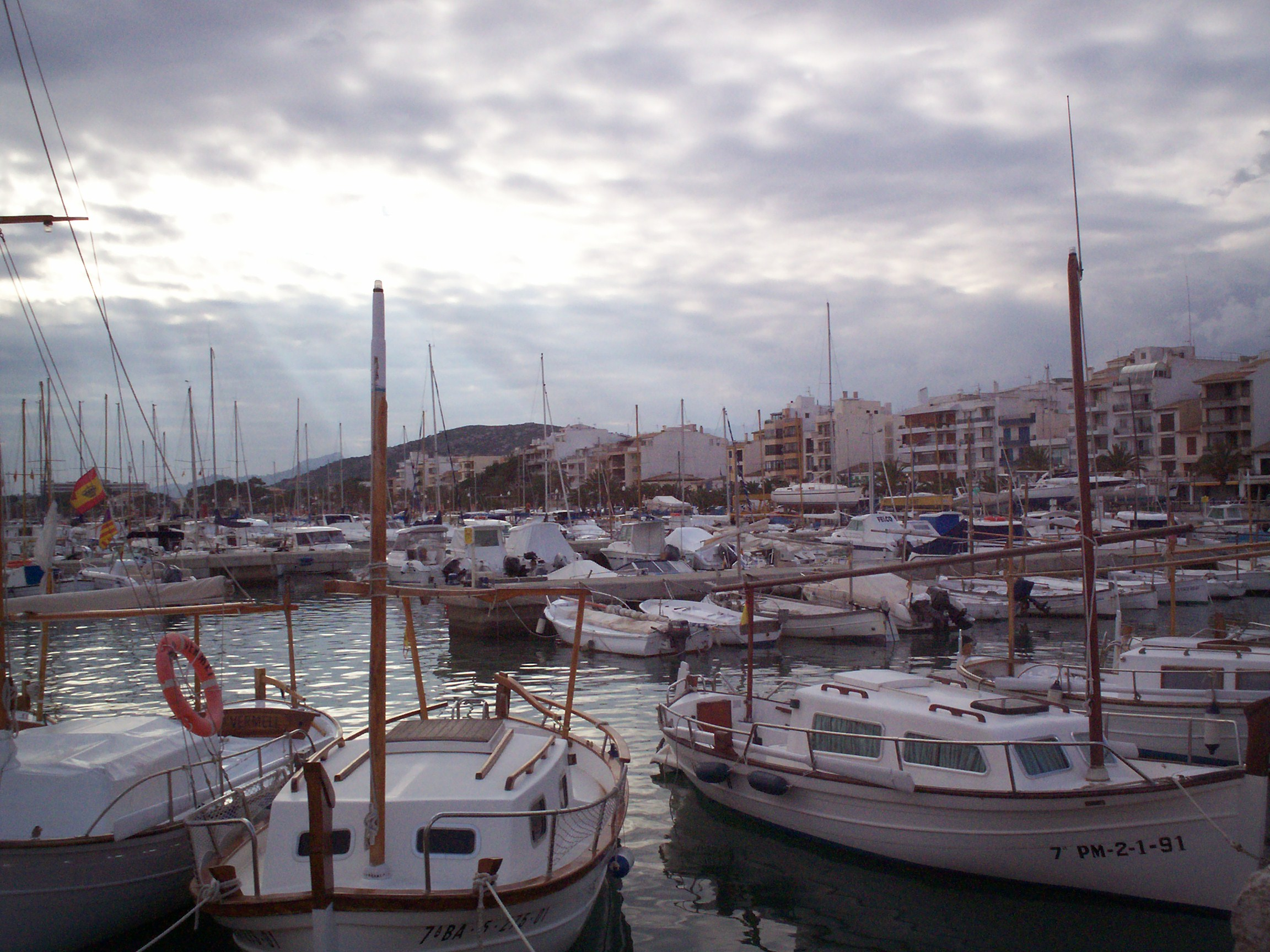
Porto di Port de Pollença
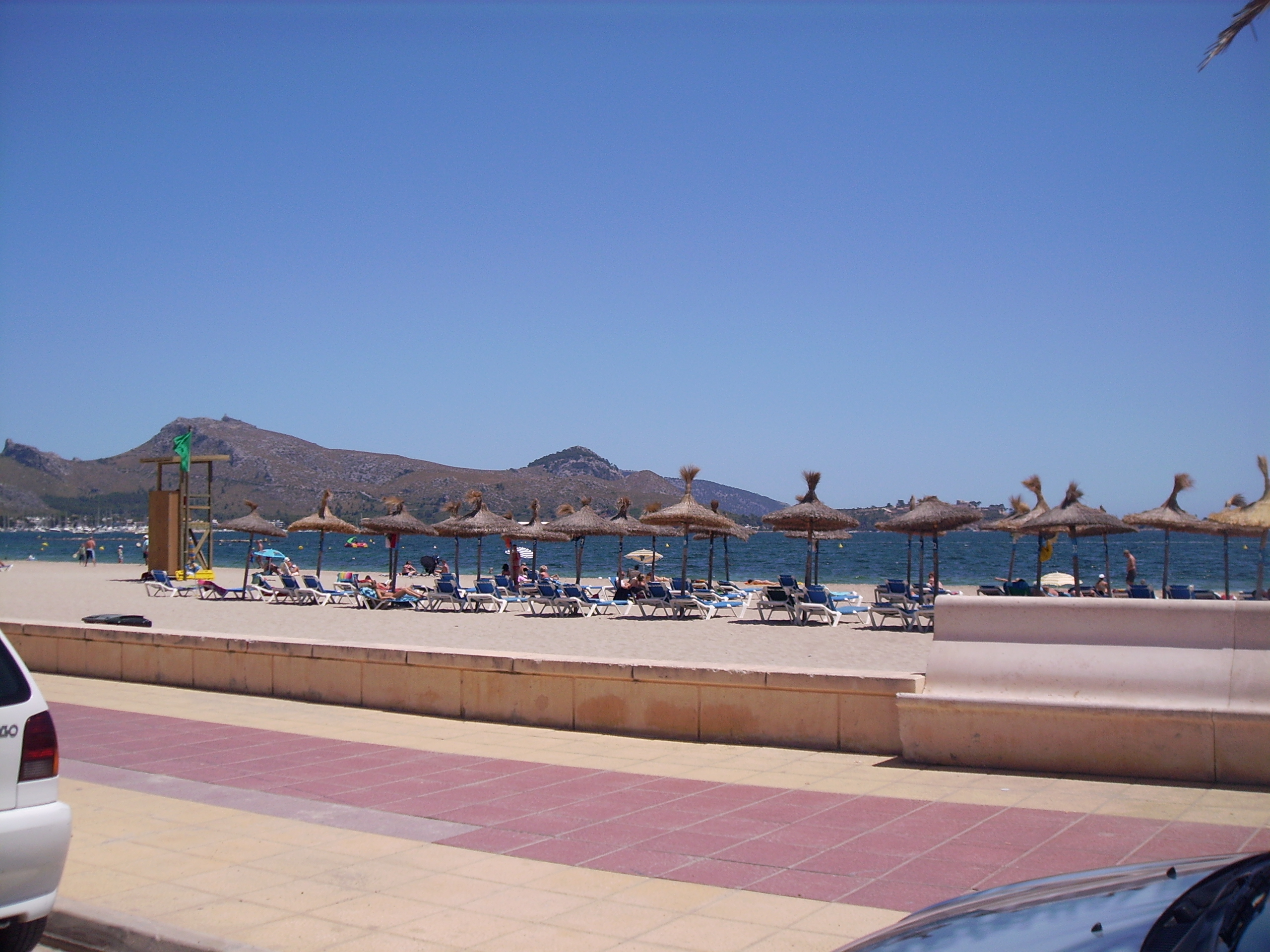
Spiaggia di Port de Pollença
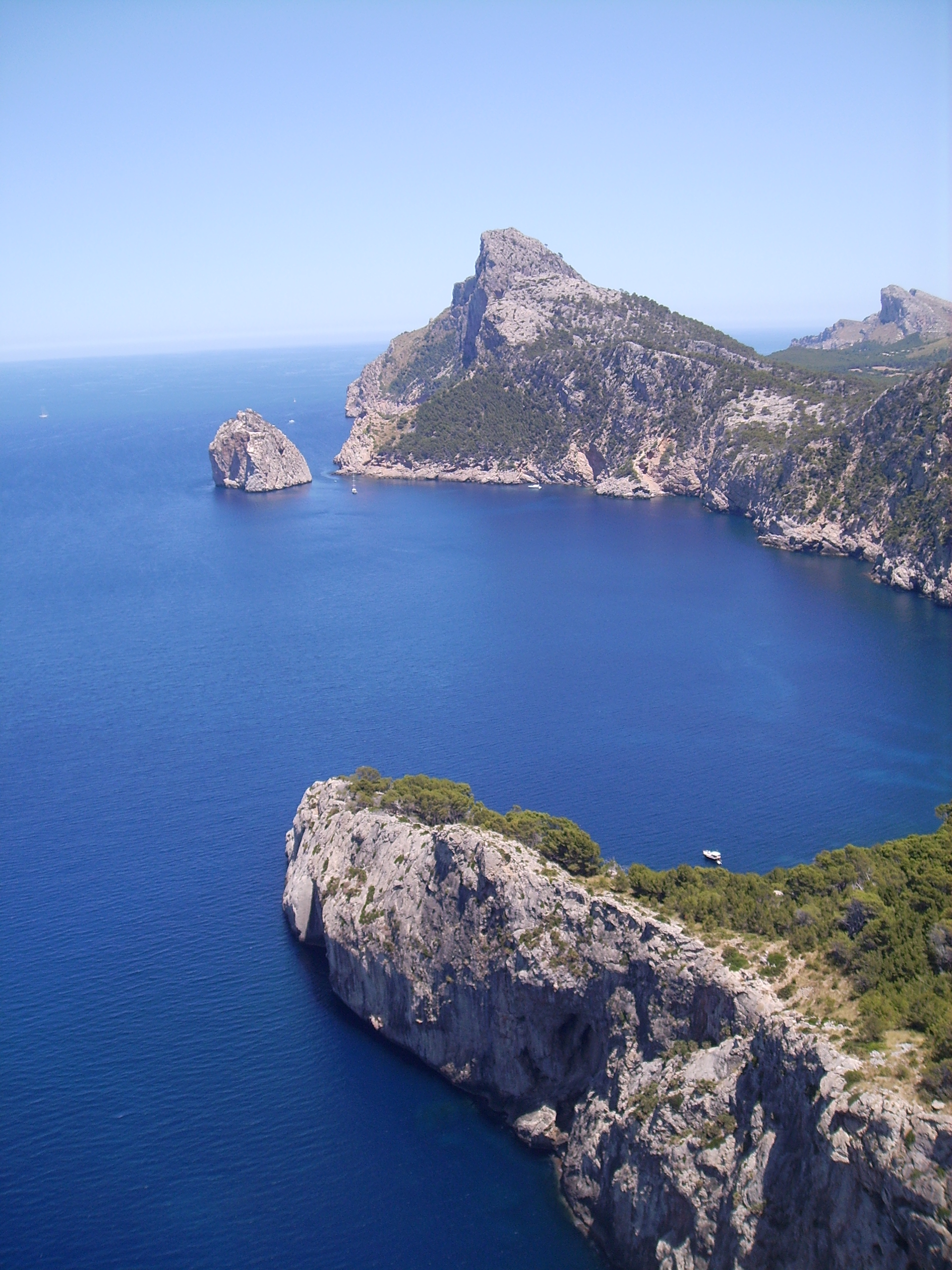
Formentor
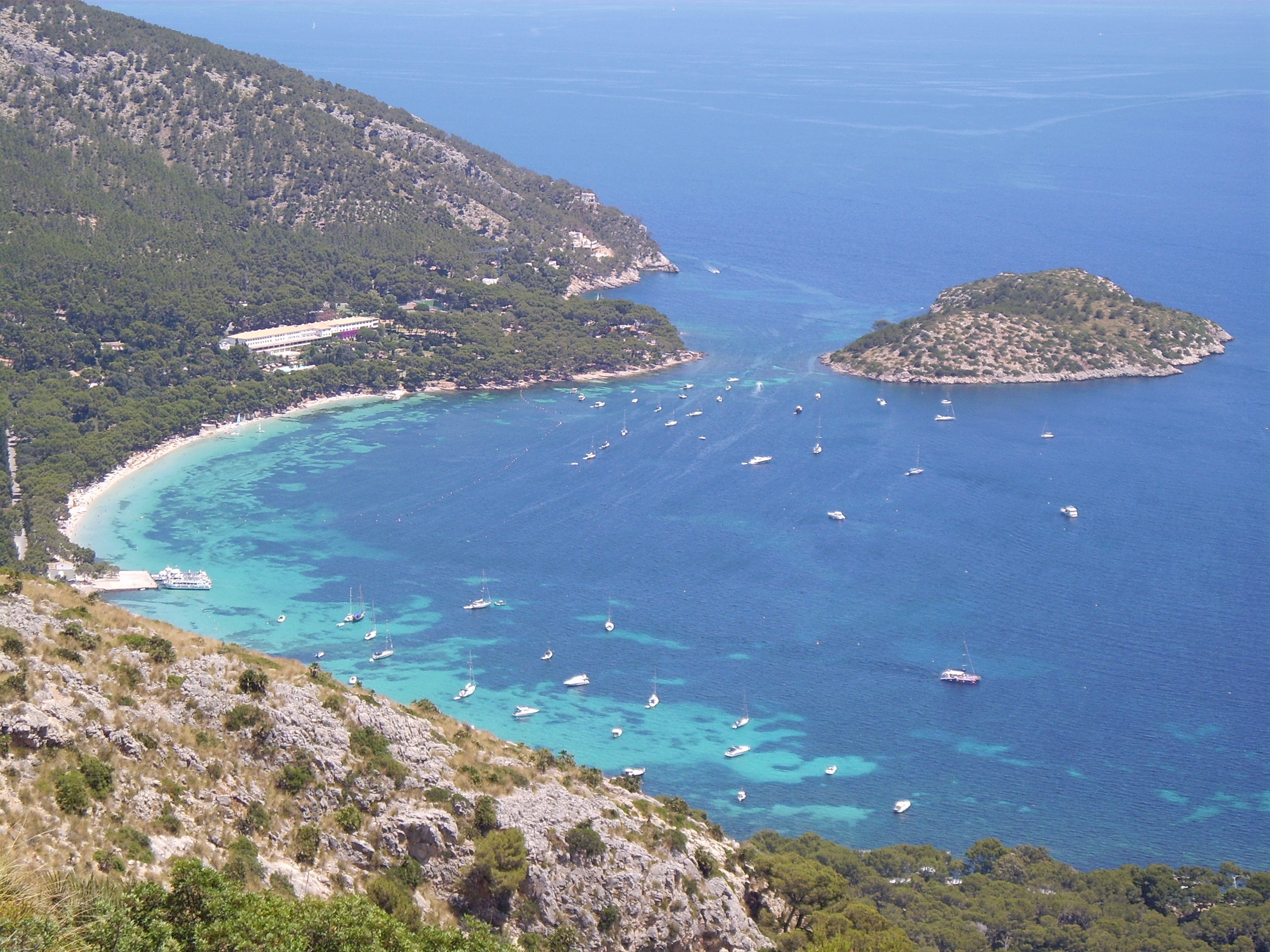
Spiaggia di Formentor
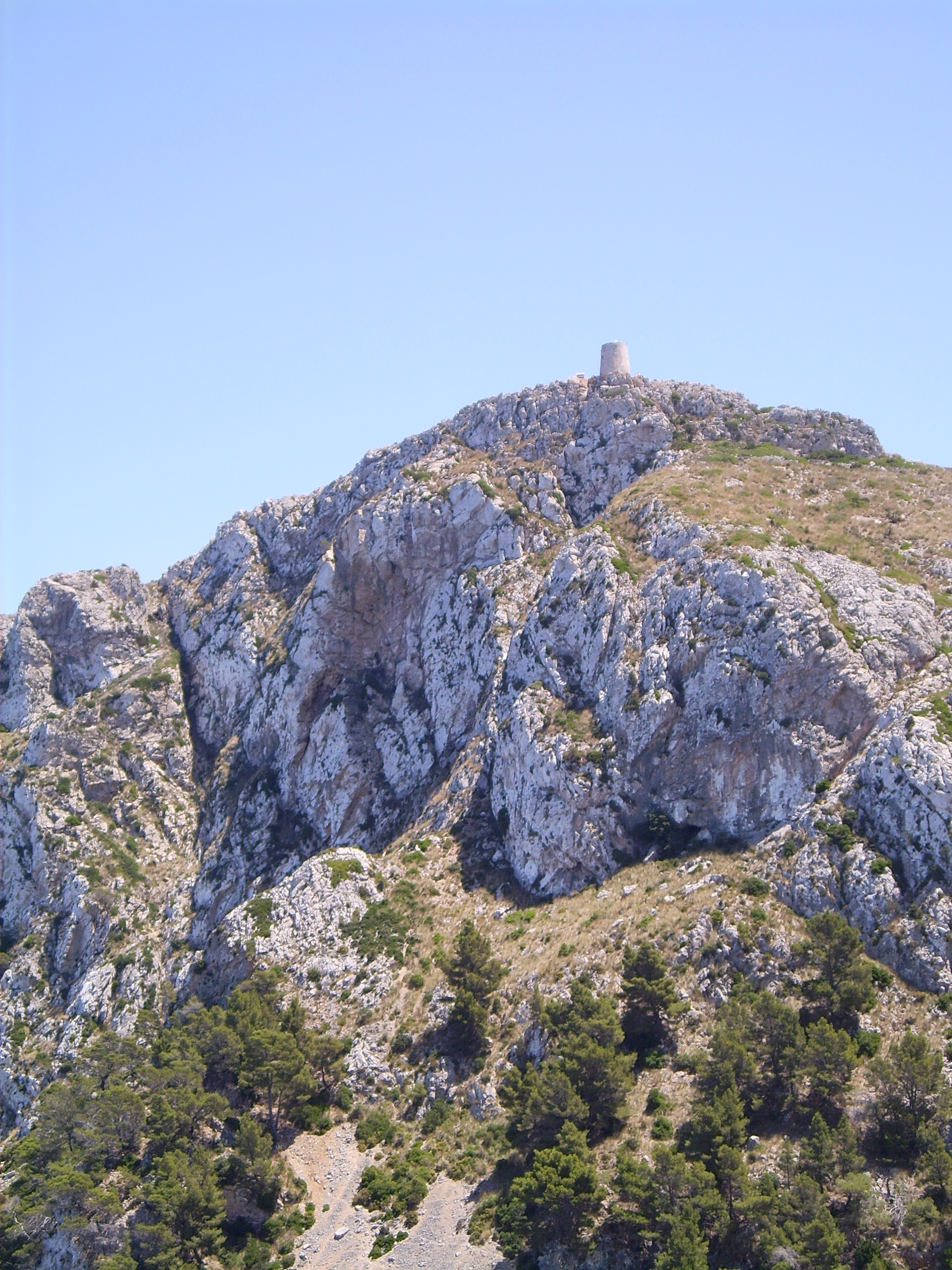
Torre Talaia d'Albercuix